# Австралийский центр фотографии (Сидней)
Австралийский центр фотографии в Сиднее (англ. Australian Centre for Photography, ACP Sydney) — художественный музей в районе Дарлингхерст австралийского города Сидней, основанный в 1973 году; в 2015 году переехал в дом 72 на улице Оксфорд-стрит; является некоммерческой организацией; с 1983 дважды в год публикует журнал «Photofile»; был реорганизован в 2016 году; помимо выставок современного фотоискусства, организует образовательные курсы и общественные программы.

## История и описание
Австралийский центр фотографии (ACP) был основан в Сиднее в сентябре 1973 году, что делает его одной из старейших организаций подобного рода на континенте; с 1974 года он начал свою деятельность по продвижению фотоискусства на австралийской арт-сцене. Созданный по инициативе фотожурналиста Дэвида Мура (1927—2003) и при поддержке профессора Крейга МакГрегора, ACP стал первым фото-музеем, который представил широкой публике масштабные ретроспективные выставки фотографий Макса Дюпейна (1911—1992) и Олив Коттон (1911—2003).
Музей в Сиднее, «являющийся творческой силой в культурной жизни Австралии, представляя работы наиболее динамичных и разнообразных художников континента», также провёл одни из первых выставок работ Билла Хенсона, Трейси Моффатт и Трента Парка. В течение 2016 года ACP был реорганизован; в течение «переходного этапа» музей искал новые формы представления искусства, пытаясь стать лидером в культурной сфере региона.
21 ноября 1974 года в сиднейском районе Паддингтон ACP открыл свою выставочную площадку, деятельность которой финансировалась федеральным правительством через Совета по изобразительному искусству Австралии — помимо выставок, центр организует образовательные курсы для местного населения и общественные программы, связанные с фотографией. В 1981 году центр переехал на улицу Оксфорд-стрит, а в 2015 году — вновь переехал, заняв дом 72 по той же улице (район Дарлингхерст). С 1983 ACP дважды в год публикует журнал о фотографии «Photofile», который в 2017 году был перезапущен под редакцией Дэниела Беткера-Смита. В период с мая по июль того же года в центре прошла групповая выставка «Тени отбрасываются вещами и людьми» (Shadows Are Cast By Things And People / Carte Blanche to The Heavy Collective), на которой были выставлены работы Даниэля Ши, Ирины Розовской, Джордана Мэджа и Стэнли Волукау-Ванамбва.